# Electrolux (rog)
Electrolux is een geslacht uit de familie van de slaaproggen (Narcinidae).
Deze slaaprog leeft op (koraal-)riffen en voedt zich met borstelwormen en kleine kreeftachtigen. Het is een  endemische soort voor de Zuid-Afrikaanse kust. De soort werd in 2007 voor de wetenschap officieel beschreven.

## Soort
- Electrolux addisoni Compagno & Heemstra, 2007